# 六師外道
「六師外道」（ろくしげどう）とは、『パーリ仏典』で記述されるゴータマ・シッダッタ（釈迦）とおよそ同時代のマガダ地方あたりで活躍した、釈迦に先行する6人の在野の思想家（サマナ）たちを、仏教の側から見て異教だと見なし、まとめて指すための呼称。
古代インドには様々な思想家、諸教派が存在したが、その中でも有数の教派を、仏教側から見て、まとめて指すための呼称、総称である。仏教の視点であるので、仏教以外の宗派の教説を異教だと見なし「外道」と呼んでおり、仏教を「内道」と呼んでいる。
釈迦の時代のインドの都市では、商工業者たちが貨幣経済によって栄え、ギルドのような組織を作って経済的な実権を握り、それまでの祭祀を司るバラモン、政治を握るクシャトリヤが社会を支配する旧体制は崩れ、物質的な豊かさと都市文化の爛熟で自由享楽的な空気になっていた。バラモン教ヴェーダ学派を否定する自由な思想家が多数輩出し、ヴェーダの権威を否定する諸学説を提唱して盛んに議論していた。時代の変革で生まれた新興勢力に支持されたのが、こうした反ヴェーダ思想であり非正統バラモン思想の自由思想家たちである。その中には六師外道と呼ばれた思想家だけでなく、釈迦も含まれる。六師外道と呼ばれた思想家たちの思想は、新しい時代の新しい思想の動きであり、その影響下でジャイナ教・仏教の思想と活動が生まれていった。
原始仏典ではその諸学説を六十二見にまとめ、その中で主要なものを「六師外道」と総称した。波斯匿王は、仏教が六師外道と呼んだ思想家を年長者と呼び、対して釈迦を年少者と呼んだ。後に、各六師にそれぞれ16人の弟子がいるとし、これらを総称して「九十六種外道」とも言うようになった。

## パーリ経典に登場する六師とその思想
プーラナ・カッサパ（Purana Kassapa 不蘭那（不蘭）迦葉、富蘭那迦葉）無道徳論、道徳否定論。
殺人や盗み、虚言などの悪行も悪をなしたことにはならず、祭祀、布施、修養、真実を語ること、感官の制御（ヨーガ）、自制などのいかなる善行を積んでも善をなしたことにならず、善悪いずれの報いも存在しないとした。釈迦と同時代人で、奴隷の子であったという。
パクダ・カッチャーヤナ（Pakudha Kaccayana 迦羅鳩馱迦旃延、迦羅拘陀迦旃延）要素集合説、七要素説。
人は地・水・火・風の四元素と、苦・楽および命（霊魂）の七つの要素の集合により構成されていると考え、霊魂の独立性を認めない。七要素は作られるものでも他を作るものでもなく、不変不動で、互いに影響はない。よって世の中には、殺すものも殺されるものもなく、聞くものも聞かれるものもなく、知るものも知らしめるものも存在しない。宇宙あるいは人間が多元の要素の集合で構成されているという積集説（アーランバ・ヴァーダ）、唯物論的思考の先駆。
アジタ・ケーサカンバリン（Ajita Kesakambalin 阿耆多翅舎欽婆羅）唯物論、感覚論、快楽主義。
プーラナ・カッサパのような道徳否定論者の思想には、程度の差はあれ、ウパニシャッドに説かれるアートマンを否定し、霊魂と身体の不可分と死後の霊魂の非存在を主張する唯物論的な思考があるが、ケーサカンバリンはそうした唯物論者の代表である。人間は地・水・火・風の四元素から成り、各元素は独立して実在し、死によって人間を構成していた四元素は各元素の集合へと戻り、ゆえに人間は死ぬと空無となり霊魂も何も残らない。来世もなく、善の報いも悪の報いもなく、よって宗教も道徳も不要である。現世の快楽・享楽のみを説く。 このような思想をローカーヤタ（順世派）、チャールヴァーカ（Carvaka、ブリハスパティを祖とする）と呼ぶが、その先駆的な例。
マッカリ・ゴーサーラ（Makkhali Gosala 末迦梨瞿舎利子）アージーヴィカ教（邪命外道と呼ばれた）。運命決定論（宿命論）。
パクダ・カッチャーヤナの七要素に虚空・得・失・生・死を加え、生きているものはこの一二要素から構成されるとした。得以下の六要素は、それぞれの作用を原理化したものである。一切の生き物は輪廻の生存を続けるが、輪廻から抜け出せないものも、そこから解脱するものも、すべて無因無縁であり、自己の意志による行いは何一つない。一切はあらかじめ決定されており、定められた期間は流転する運命である。八四〇万大劫という計り知れない年月の果てに苦しみの終焉に達するまで、どのような修行をしても解脱することはできない。よって、道徳を否定し、宗教を無用とする考えが含まれる。
サンジャヤ・ベーラッティプッタ（Sanjaya Belatthiputta 刪闍耶毘羅胝子）懐疑論、不可知論。
真理をあるがままに認識し説明することは不可能であるとする不可知論である。問いに確答せず、つかみどころのない議論を行った。抜け出すことの困難な形而上学的な難問を議論することの意義を問う判断中止（エポケー）の態度表明といえる。
マハーヴィーラ（ニガンタ・ナータプッタ Nigantha Nataputta 尼乾陀若提子、尼揵陀若提子、本名ヴァルダマーナ)ジャイナ教の開祖。相対主義、苦行主義、要素実在説。
サンジャヤの懐疑論が実践の役に立たないことを反省し、知識の問題に関しては相対主義（不定主義）の立場を取り、一方的な判断を排した。宇宙は世界と非世界からなり、世界は霊魂（ジーヴァ）・物質（プドガラ）・運動の条件（ダルマ）・静止の条件（アダルマ）・虚空（アーカーシャ）の五実体または時間（カーラ）を加えた六実体からなるとする。宇宙はこれらの実体から構成され、太古よりあるとして、創造神は想定しない。霊魂は永遠不滅の実体であり、行為の主体として行為の果報を受けるため、家を離れて乞食・苦行の生活を行って業の汚れを離れ、本来の霊魂が持つ上昇性を取り戻し、世界を脱してその頂上にある非世界を目指し、生きながら涅槃に達することを目指す。全ての邪悪を避け、浄化し、祝福せよ。

## 仏教外の視点
なお、「六師外道」というのはあくまで仏教側からの表現であり他宗では、異なった視点で区別しており、結果として同一の思想家が全く異なった位置づけになっている場合がある。例えばヒンドゥー教においては、仏教も含めたこれらヴェーダの権威を否定する諸派閥を、そのなかでもとりわけ仏教とジャイナ教の方を「ナースティカ」（非正統派, 異端）と呼び、それに対し六派哲学（シャド・ダルシャナ）を「アースティカ」（正統派）と呼び区別している。
また、例えばジャイナ教の信者から見ればマハーヴィーラ（尊称。本名ヴァルダマーナ）は外道ではなく、あくまで開祖である。